# 横須賀辰蔵
横須賀 辰蔵（よこすか たつぞう、1880年（明治13年）4月25日 - 1956年（昭和31年）7月23日）は、大日本帝国陸軍軍人。最終階級は陸軍中将。

## 経歴
茨城県出身。陸軍士官学校第12期卒業。1913年（大正2年）8月、陸軍輜重兵少佐に進級し、1914年（大正3年）7月時点で輜重兵第15大隊附であった。1917年（大正6年）9月時点で陸軍騎兵学校教官となり、1919年（大正8年）7月に陸軍輜重兵中佐に進級した。1920年（大正9年）8月に輜重兵第13大隊長（第13師団）に就任し、シベリア出兵に出動した。1922年（大正11年）8月に輜重兵第15大隊長（第15師団）に転じ、1923年（大正12年）3月、陸軍輜重兵大佐に進級、1924年（大正13年）2月に近衛輜重兵大隊長（近衛師団）に就任した。
1928年（昭和3年）3月8日、陸軍少将進級と同時に輜重兵監部附となり、1929年（昭和4年）3月に輜重兵監に就任した。1932年（昭和7年）8月8日、陸軍中将に進級し、同年12月7日に待命、12月24日に予備役に編入された。
1947年（昭和22年）11月28日、公職追放仮指定を受けた。

## 栄典
勲章等
- 1940年（昭和15年）8月15日 - 紀元二千六百年祝典記念章[14]